# II-29
II-29 — серія 9-поверхових цегляних житлових будинків, розроблена в Моспроєкті. Поширена здебільшого в Москві та Московській області; зустрічається в інших містах Росії й України.
Товщина зовнішніх стін 51 см, внутрішні перегородки завтовшки 16 і 8 см.

## II-29/37

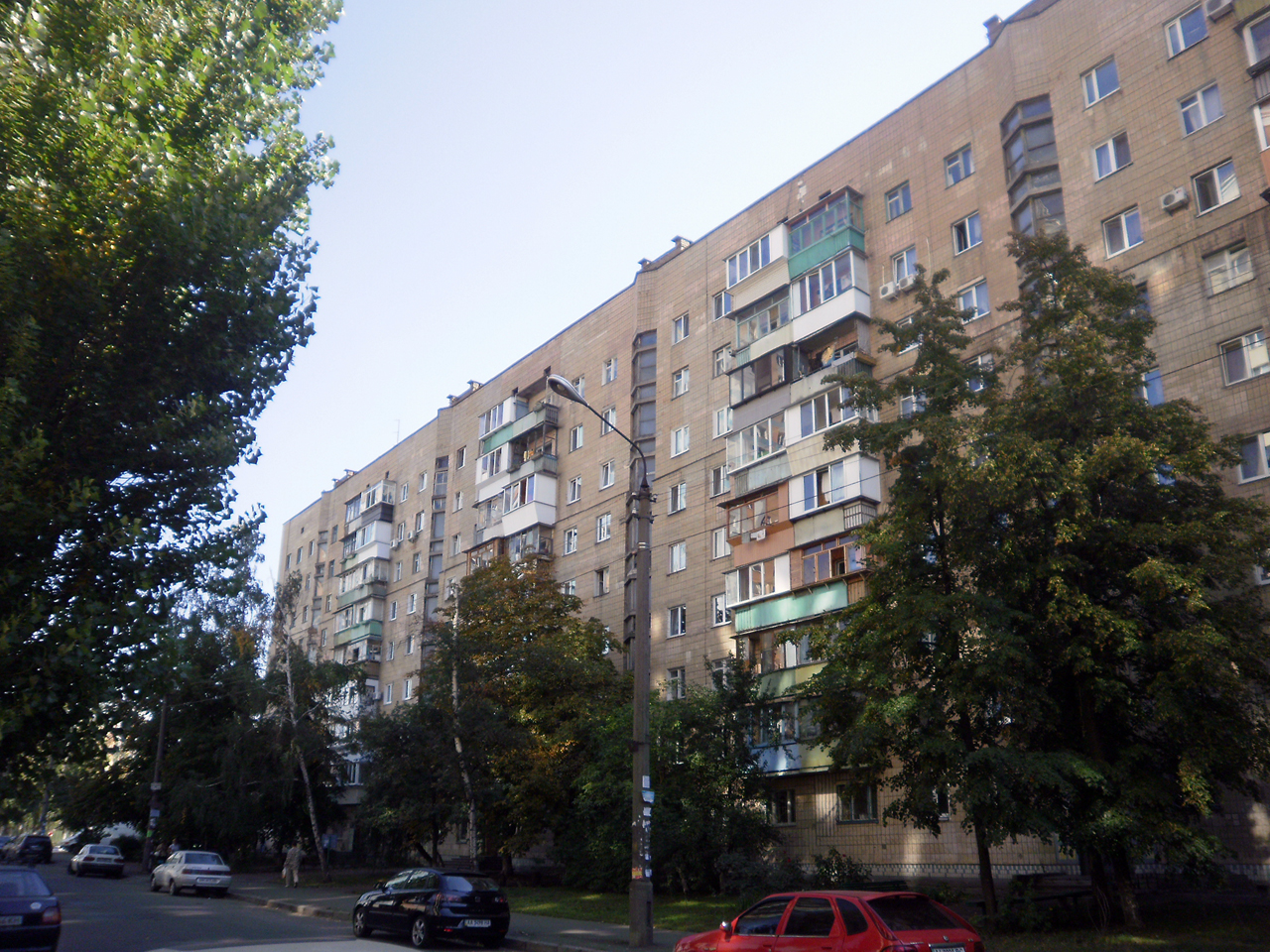
Київ, Дарниця, вул. Краківська, 18, 1972 р.

Багатосекційний (щонайменше 3 під'їзди) будинок. В Україні зустрічається в Києві, Запоріжжі та Миколаєві. У багатьох будинків є пізнаваною рисою еркер з вікном міжповерхових сходових майданчиків, в Києві також є будівлі із трикутним еркером з вікнами на всю ширину.

## II-29-41/37
Односекційний будинок. Будувалися у 1963–1974 рр.
Прямокутний вісесиметричний план 31,6×16,8 м, протилежні фасади симетричні й однакові. На короткій фасаді еркер з двома вікнами, обабіч глухі стіни. На довгому фасаді посередині розташоване вікно, обабіч по дві лоджії по два вікна завширшки. Вздовж будинок розділений несними поперечними стінами з кроком по 6,4 м, між несними стінами перегородки. Середній крок завширшки 2,8 м в осях має з одного боку кімнату (на першому поверсі вхід), з іншого – сходи, ліфт і сміттєпровід на міжповерховому майданчику.

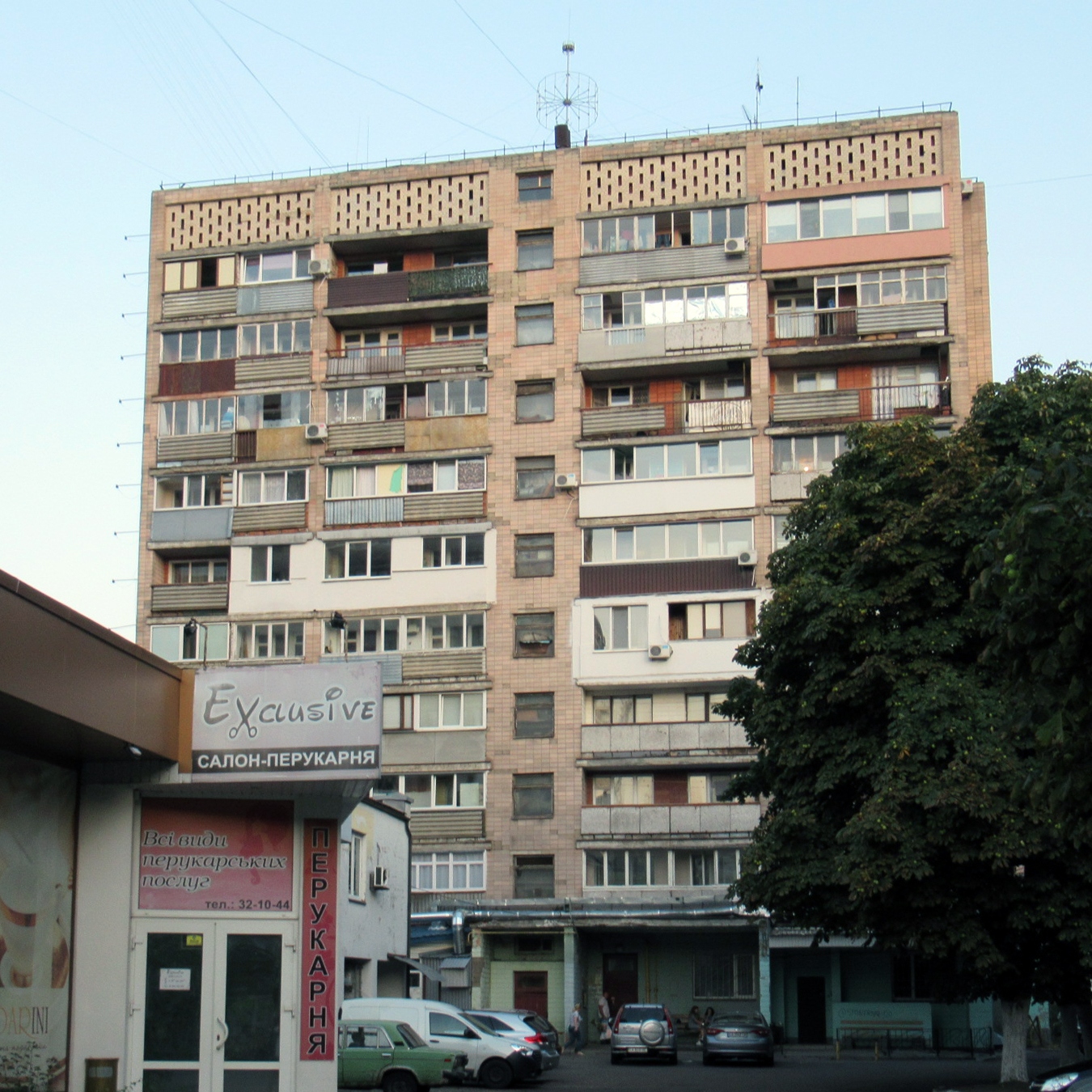
Черкаси, бул. Шевченка, 220
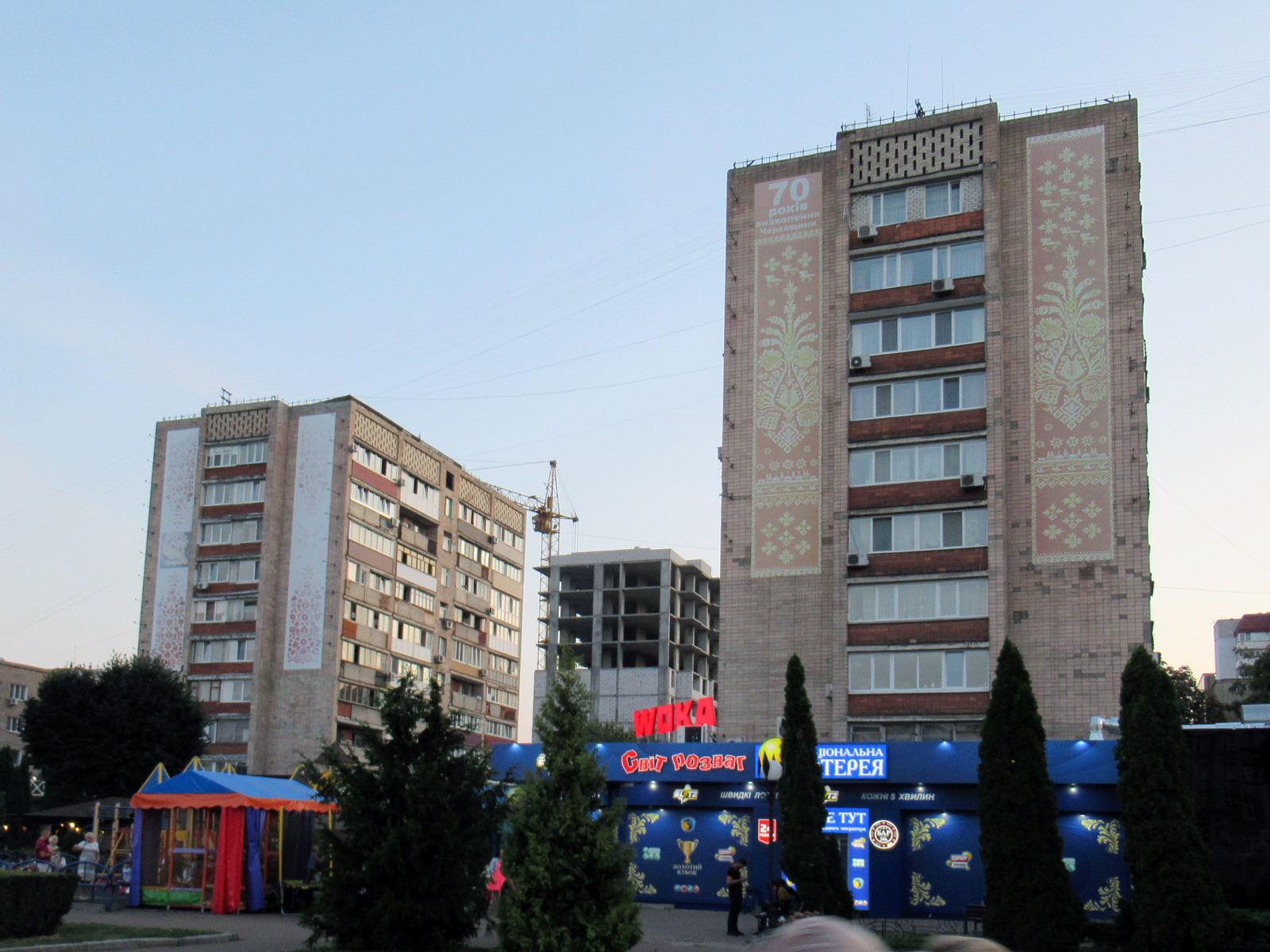
Черкаси, бул. Шевченка, 220 і 222

## II-29 (вежа)
Будувалися у 1962–1979 рр. Відмінностями від проєкта II-29-41/37 є: замість глухих стін на коротких фасадах виконані лоджії, а крайні лоджії на краях довгих фасадів замінені двома вікнами.

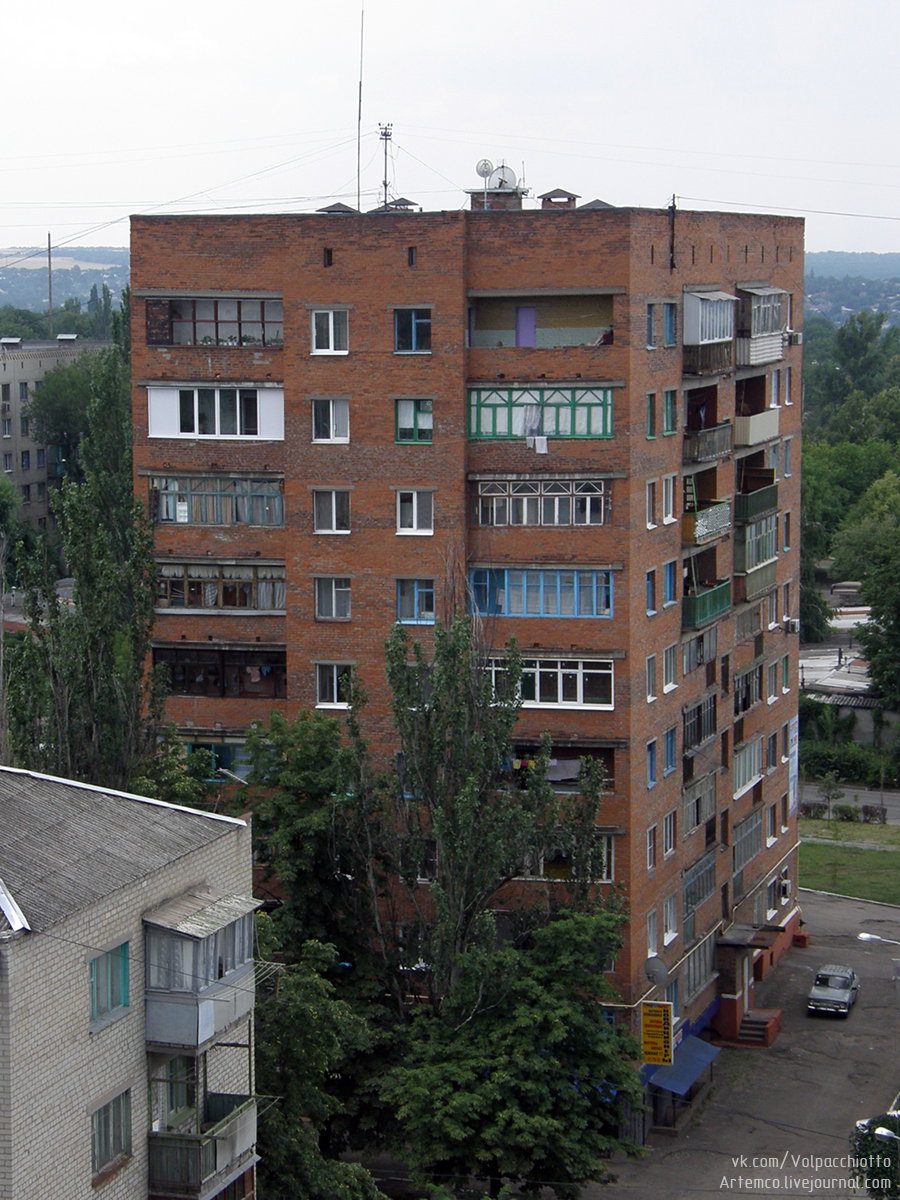
Краматорськ, вул. Південна, 17, 1969 – перший дев'ятиповерховий будинок у місті
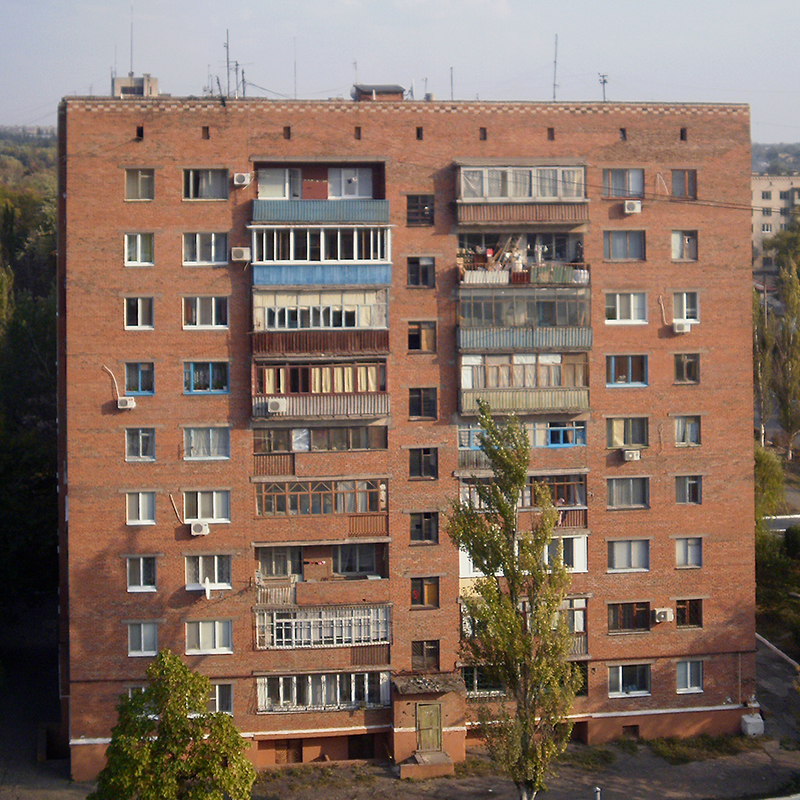
Краматорськ, вул. Південна, 11, 1970, сторона вікон сходів і чорного ходу. З 6 поверху лоджії перетворені у бальконі для розміщення можежної драбини
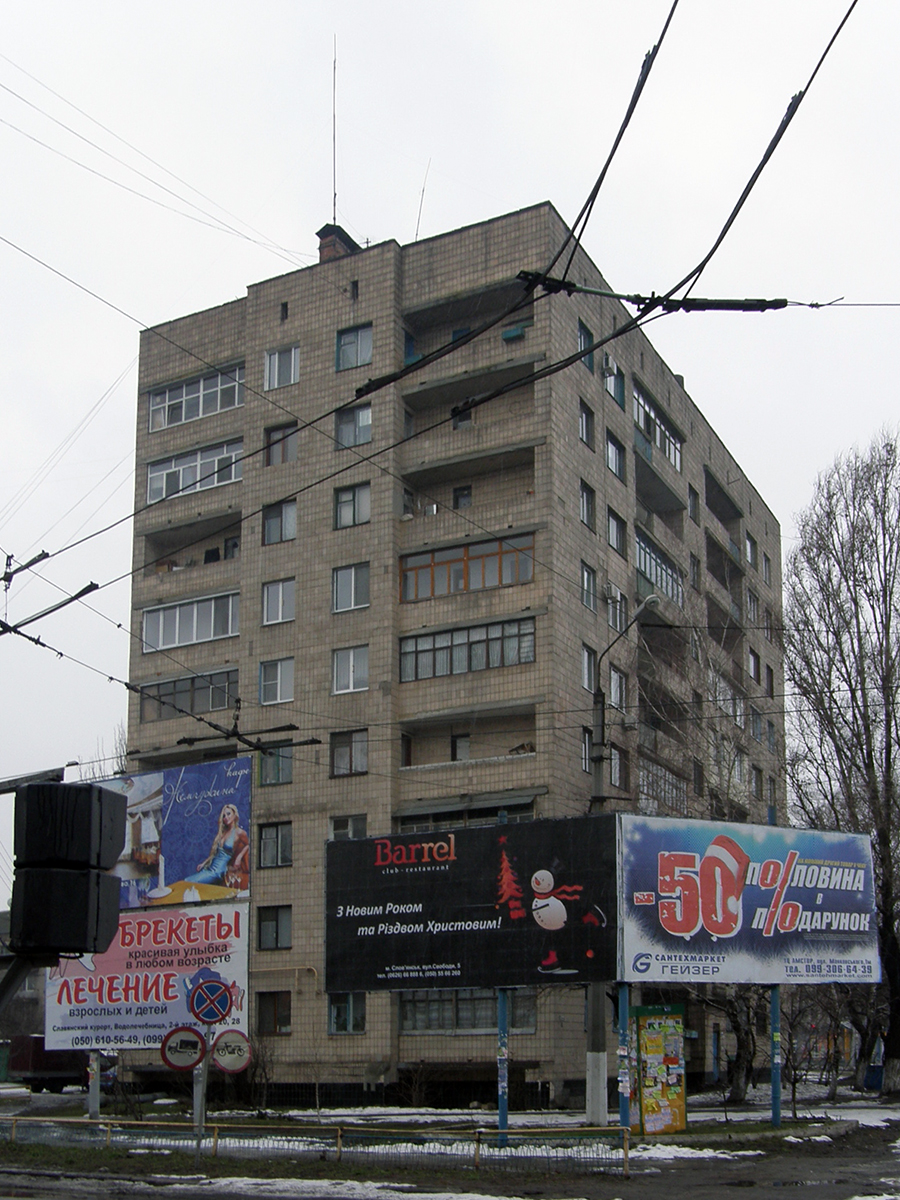
Слов'янськ, вул. Банківська, 89, 1970 – перший дев'ятиповерховий будинок у місті
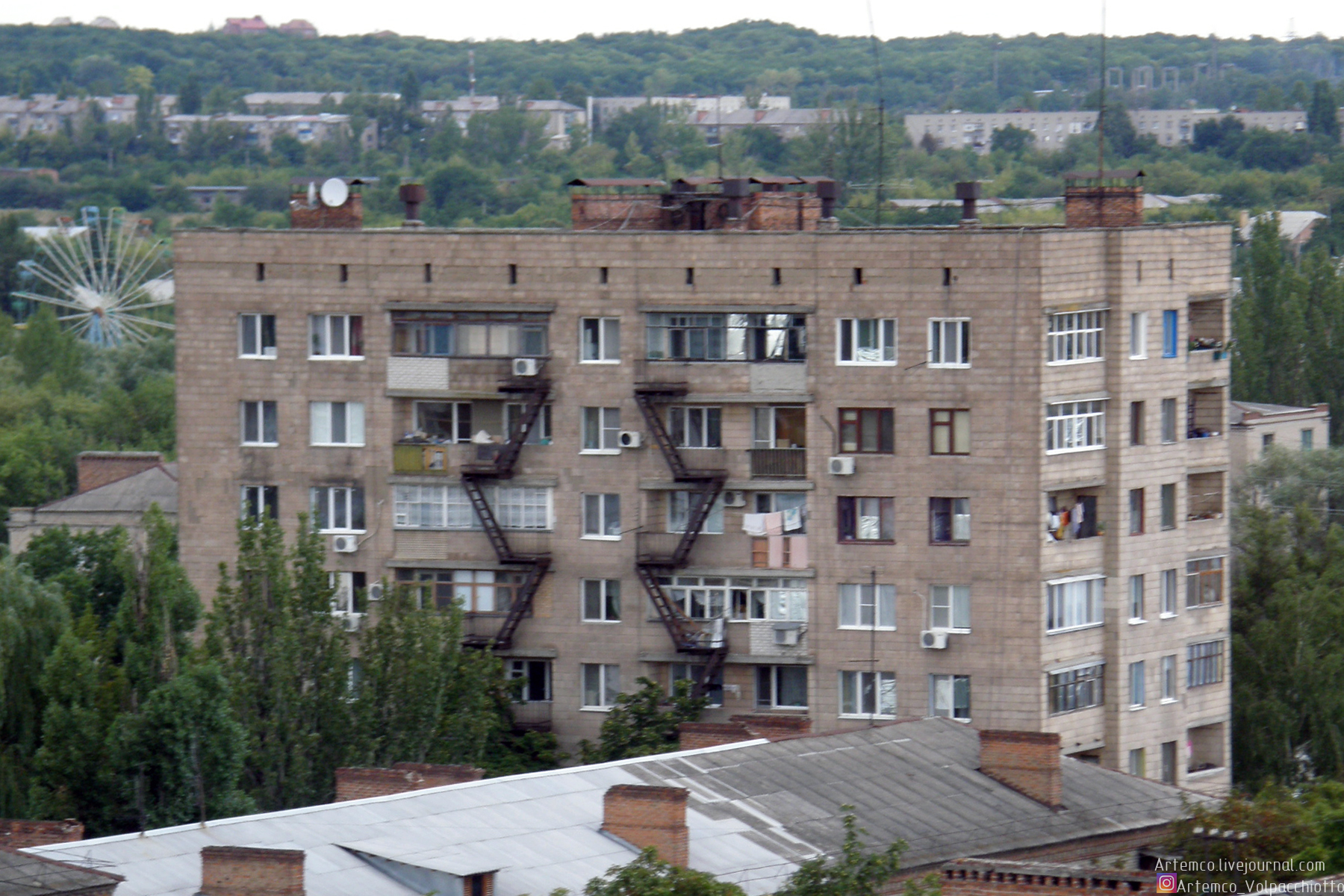
Слов'янськ, вул. Банківська, 89, 1970, пожежна драбина винесена за фасаду
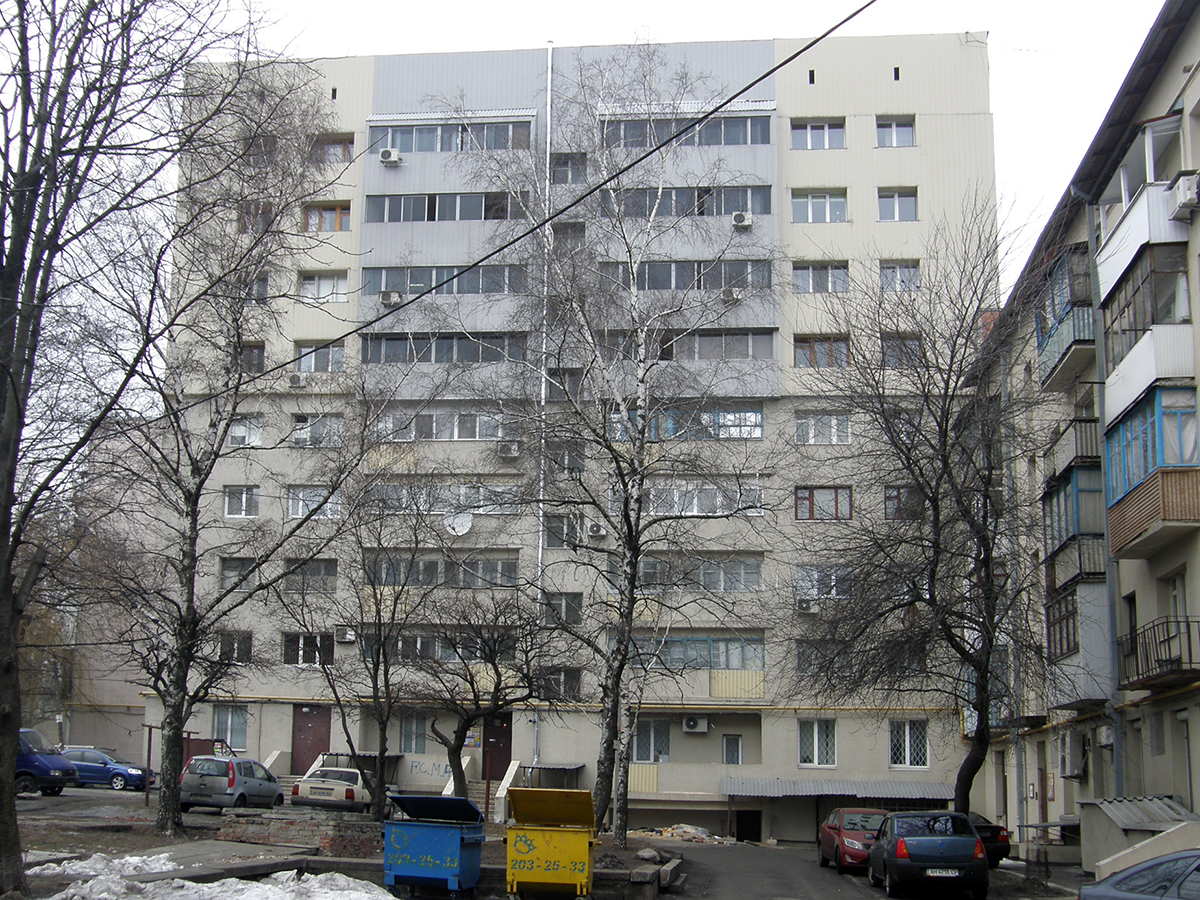
Донецьк, вул. Артема, 284